# Gastrochilus linii
Gastrochilus linii är en orkidéart som beskrevs av Paul Ormerod. Gastrochilus linii ingår i släktet Gastrochilus och familjen orkidéer. Inga underarter finns listade i Catalogue of Life.